# Monte Kitchener
Mount Kitchener es una montaña ubicada dentro del campo de hielo Columbia del Parque Nacional Jasper, que forma parte de las Montañas Rocosas canadienses . La montaña se puede ver desde Icefields Parkway (autopista 93) cerca de Sunwapta Pass.
El monte Kitchener fue nombrado originalmente Monte Douglas por J. Norman Collie en honor a David Douglas . En 1916, la montaña pasó a  Monte Kitchener, su nombre actual, en honor a Lord Kitchener, que acababa de morir en la  Primera Guerra Mundial .

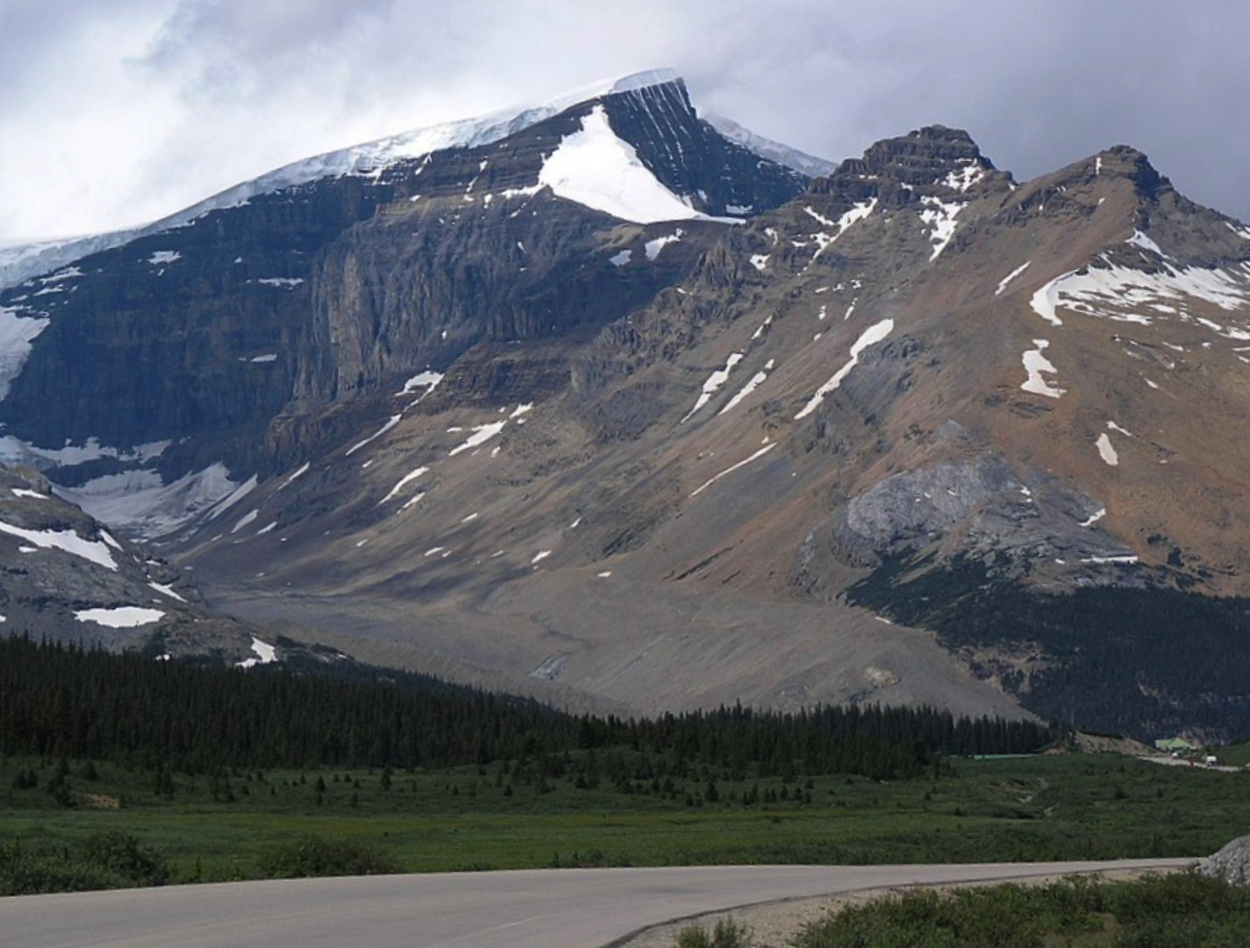
Vista del monte Kitchener y el monte K2

## Clima
Según la clasificación climática de Köppen, Monte Kitchener se encuentra en una zona climática subártica con inviernos fríos y nevados y veranos leves.  Las temperaturas pueden bajar debajo de −20 grados Celsius (−4,0 °F)    con factores de sensación térmica por debajo de −30 °C (−22 °F) .

## Monte K2
El monte K2, elevación de 3.090 m,  fue nombrado en 1938 por Rex Gibson (expresidente del Club Alpino de Canadá ), aparentemente para indicar que se trata de un pico secundario del monte Kitchener. 